# Anaphalis maxima
Anaphalis maxima là một loài thực vật có hoa trong họ Cúc. Loài này được (Kuntze) Steenis mô tả khoa học đầu tiên năm 1934.